# 丙酸产生菌属
丙酸产生菌属也称产丙酸菌属，为丙酸杆菌科的一个属。该属的模式种为无害产丙酸菌（Propioniferax innocua）。

## 下属物种
- 无害产丙酸菌 Propioniferax innocua (Pitcher and Collins, 1992) Yokota et al., 1994